# Shakey Jake Harris
Shakey Jake Harris (* 12. April 1921 in Earle (Arkansas); † 2. März 1990 in Forrest City) war ein US-amerikanischer Bluessänger und Songschreiber.

## Leben
Harris wurde als James D. Harris in Earle geboren und ging im Alter von sieben Jahren mit seinen Eltern nach Chicago, wo er dann in verschiedenen Bluesensembles spielte. Nebenbei war er als Mechaniker und Glücksspieler aktiv.
Harris’ erste Single veröffentlichte er im Jahre 1958 unter dem Label von „Artistic Records“ und unter Zusammenarbeit mit Magic Sam, Syl Johnson und Willie Dixon. Erst zwei Jahre später veröffentlichte er mit dem Label „Bluesville Records“ sein erstes Album mit Jack McDuff.
Er besaß einen Nachtclub und sein eigenes Musiklabel, musste dieses aber aus Krankheitsgründen aufgeben und verstarb im Alter von 68 Jahren.

## Diskografie
- 1960: Good Times (Bluesville 1008)
- 1961: Mouth Harp Blues (Bluesville 1027)
- 1969: Further on Up the Road (World Pacific 21886)
- 1972: The Devil’s Harmonica (Polydor 5014)
- 1978: Make it good to you (with William Clarke) (Good Time GTS 1001)
- 1984: The Key Won’t Fit (Murry Brothers 1002)

Compilations and Appearance
- 1962: American Folk & Blues Festival (recorded in Baden Baden) Secret Records 12-8
- 1962: American Folk & Blues Festival ’62 (recorded in Hamburg) Brunswick 10912
- 1978: Hittin Heavy (William Clarke) Good Time GTS 1003
- 1980: Magic Rocker (Magic Sam) Flyright FLY 561
- 1983: Magic Touch (Magic Sam) Black Magic 9003
- 1985: Straight Ahead (Johnnie Dyer) Mina M 1001
- 1985: Chiefly Wells (Junior Wells) Flyright FLY 605
- 1989: Legacy (Magic Sam) Delmark 651
- 1993: West Side Soul (Magic Sam) Charly BM 29
- 1997: Chicago Blues Masters Vol. 3 (Capitol 36288)
- 2002: Rockin’ Wild in Chicago (Magic Sam) Delmark 765